# Шерешевский, Николай Адольфович
Никола́й Адо́льфович Шереше́вский (9 ноября 1885, Москва — 1961, там же) — русский и советский терапевт и эндокринолог; учёный-медик, именем которого назван синдром Шерешевского — Тёрнера. Доктор медицинских наук, профессор (1933). Заслуженный деятель науки РСФСР (1936). Один из основателей советской школы эндокринологии.

## Биография
Николай-Натан Шерешевский родился в семье купца, потомственного почётного гражданина, экспедитора Адольфа Максимовича (Абрама Мордхелевича) Шерешевского и Сабины Леопольдовны Риттер. Семья происходила из Таураге и Вилиямполе, в Москве жила на 1-й Мещанской улице в доме Баскаковой, затем на Сретенке в Селивёрстовом переулке в доме Леллеп. В 1911 году окончил с отличием медицинский факультет Московского университета и был оставлен ординатором терапевтической клиники, где защитил диссертацию доктора медицины по теме «Клинические наблюдения над ваготомией» (1914). С 1915 года — заведующий терапевтическим отделением подмосковного санатория, с 1916 года врач больницы Лефортовского отделения Московского Дамского попечительства о бедных. Жил на углу Арбата и Кривоарбатского переулка, дом 1.
В 1918—1921 годах — главный врач госпиталей Красной Армии. С 1921 года — ассистент клиники пропедевтики внутренних болезней, с того же года приват-доцент по клинической эндокринологии 2-го МГУ. Организовал первый в СССР курс клинической эндокринологии при этой кафедре, которым руководил до 1932 года. Ответственный секретарь Российского эндокринологического общества. С 1932 года — заведующий клиникой эндокринных заболеваний Института эндокринологии Наркомздрава СССР, с 1933 года профессор по курсу эндокринологии Центрального института усовершенствования врачей. 
С 1934 года и до ареста в 1953 году — директор Института экспериментальной эндокринологии и химии гормонов Наркомздрава РСФСР (с 1940 года — Всесоюзный институт экспериментальной эндокринологии). Консультант Лечсанупра Кремля. Председатель фармакологического комитета Учёного медицинского совета Министерства здравоохранения СССР. Основал курсы подготовки врачей-терапевтов по эндокринологии при институте (1934). В 1936 году основал журнал «Проблемы эндокринологии» и был его главным редактором до 1941 года. 
В 1925 году впервые описал обусловленный хромосомной аномалией гипогонадизм у женщин (синдром Шерешевского-Тернера). Автор научных трудов по эпидемиологии и клиническим вопросам гипофизарно-надпочечниковых расстройств, диффузного токсического зоба, других заболеваний щитовидной железы, терапевтическому и хирургическому лечению этих заболеваний (т.н. метод Шерешевского по подготовке больных с токсическим зобом к оперативным вмешательствам с назначением препаратов йода, валерианы и люминала). Описал «симптом Шерешевского» — диагностика слабости мышц нижних конечностей при тиреотоксикозе, миопатиях и полирадикулоневритах.
Арестован в связи с «делом врачей» 2 февраля 1953 года по обвинению в «еврейском буржуазном национализме» После освобождения (1953) — заведующий кафедрой эндокринологии Центрального института усовершенствования врачей (ЦИУВ) на базе клинической больницы имени С. П. Боткина. С 1955 года вновь член редакционного совета журнала «Проблемы эндокринологии и гормонотерапии». Награждён двумя орденами Ленина, орденом Трудового Красного Знамени. Проживал в Москве по адресу: ул. Арбат, дом № 35, квартира № 22.
Похоронен на Новодевичьем кладбище.

## Семья
- Жена — Анна (Хана) Сауловна Любошиц (1887—1975), виолончелистка, заслуженная артистка РСФСР.
  - Дочь — Надежда Николаевна Шерешевская (1915—1998), филолог, преподаватель английского языка.
    - Внук — Владимир Петрович Пугачевич (род. 1947), химик. Внучка — Нина Петровна Шерешевская, врач-эндокринолог
- Брат — Фёдор Адольфович Шерешевский, помощник присяжного поверенного (1917), затем член правления и заведующий производственным отделом Центрального промышленного издательства (Промиздат).
- Брат — Александр Адольфович Шерешевский, земский врач в селе Копорье Мологского уезда Ярославской губернии.
- Сестра — Екатерина (15 сентября 1900 — ?).

## Монографии
- Клинические наблюдения над ваготонией. Из факультетской терапевтической клиники Императорского Московского университета. М.: Типо-литография И. Н. Кушнерева, 1914. — 164 с.
- Основы эндокринологии (учение о внутренней секреции и клиника заболеваний эндокринной системы). М.—Л.: Биомедгиз, 1936.
- Задачи и перспективы борьбы с эндемическим зобом. Тбилиси: Грузмедгиз, 1945.
- Клиническая эндокринология (при участии А. В. Айзенштейна, Б. Н. Могильницкого, О. В. Николаева). М.: Медгиз, 1946 и 1957.
- Базедова болезнь и гипертиреозы: патогенез, клиника и терапия. М.: Министерство здравоохранения СССР, 1948 и 1951.
- Тиреотоксикозы. М.: Медгиз, 1962.